# Ernst Rehm (médecin)
Pour les articles homonymes, voir Rehm.
Ernst Rehm (né le 15 janvier 1860 à Sugenheim, Bavière et mort le 12 avril 1945 à Neufriedenheim, Munich) est un psychiatre allemand, l'un des pionniers de la psychanalyse.

## Biographie
Ernst Rehm étudie la médecine et travaille ensuite pour Bernhard von Gudden, le chef de l'asile d'aliénés du district de Giesing. De 1883 à 1884, il soigne le prince Otto, atteint de démence, le frère cadet du roi Louis II de Bavière, au palais de Fürstenried. En 1886, Rehm devient chef adjoint de l'asile d'aliénés du district. Lorsque Bernhard von Gudden se noie peu après avec le roi de Bavière dans le lac de Starnberg, Ernst Rehm reprend la direction de l'asile d'aliénés du district pendant une courte période. Il travaille ensuite sous la direction du successeur de Gudden, Hubert Grashey, en tant que médecin-chef.
En 1892, il devient médecin-chef du sanatorium privé de Neufriedenheim, alors situé juste à l'extérieur des portes de la ville dans l'actuel quartier Sendling-Westpark de Munich. Un an plus tard, Rehm acquiert la clinique à peu de frais. Il vivait avec sa famille dans la villa du directeur du sanatorium de Neufriedenheim pour malades mentaux des deux sexes. La villa a été détruite lors de la construction de l'autoroute A96 à la fin des années 1960.
Le sanatorium a été agrandi pour accueillir environ 90 patients et avait une réputation internationale. En tant que l'un des premiers médecins de Munich, Rehm a utilisé la psychanalyse selon Sigmund Freud comme méthode de guérison pour les malades mentaux. En qualité de fonctionnaire de médecine, il a participé à la réforme du système bavarois de santé mentale.
En 1933, à l'âge de 75 ans, Ernst Rehm devient membre du parti nazi. En tant que chef politique du groupe local NSDAP de Munich-Laim-Ouest, il a repris le bureau des médecins. Contrairement à l'idéologie nazie, le national-socialiste a toléré que soient prodigués des soins aux patients juifs par son gendre Leonhard Baumüller jusqu'à la mi-1941.
Fin 1941, sous l'influence de sa deuxième jeune épouse, Rehm, désormais sénile, vend la clinique acquise lors de son premier mariage au Secours populaire national-socialiste, en dépit de l'âpre résistance de sa famille.

## Honneurs
Ernst Rehm est nommé conseiller de la Cour royale (1910) et conseiller médical privé (1924).
Grâce aux progrès temporaires dans le traitement de son patient le duc Siegfried en Bavière, Rehm reçoit du roi Louis III de Bavière en 1917 l'ordre de Saint Michel de Bavière.
A Neuried, la Dr.-Rehm-Strasse porte son nom.

### Ouvrage
- (de) Norbert Nemec, Erzherzogin Maria Annunziata (1876–1961) : Die unbekannte Nichte Kaiser Franz Josephs I, Vienne, Böhlau Verlag, 2010, 313 p. (ISBN 978-3-20578-456-2, lire en ligne). .

### Articles
- (de) Reinhard Lampe, « Ernst Rehm und die Kuranstalt Neufriedenheim », Luzifer-Amor: Zeitschrift zur Geschichte der Psychoanalyse, vol. 29, no 57,‎ 2016, p. 158-165.
- Damien Bilteryst, Olivier Defrance et Joseph van Loon, « Les Biederstein, cousins oubliés de la reine Élisabeth, années 1875-1906 », Museum Dynasticum, vol. XXXIV, no 1,‎ 2022, p. 2-26 (ISSN 0777-0936, lire en ligne, consulté le 13 octobre 2022).
- Damien Bilteryst, Olivier Defrance et Joseph van Loon, « Les Biederstein, cousins oubliés de la reine Élisabeth, années 1907-1973 », Museum Dynasticum, vol. XXXIV, no 2,‎ 2022, p. 20-50 (ISSN 0777-0936).